# Olympische Winterspiele 1998/Teilnehmer (Amerikanische Jungferninseln)
| Gelbes Symbol für Goldmedaillen mit stilisierten Olympischen Ringen | Graues Symbol für Silbermedaillen mit stilisierten Olympischen Ringen | Braundes Symbol für Bronzemedaillen mit stilisierten Olympischen Ringen |
| ------------------------------------------------------------------- | --------------------------------------------------------------------- | ----------------------------------------------------------------------- |
| —                                                                   | —                                                                     | —                                                                       |

Die Amerikanischen Jungferninseln nahmen an den Olympischen Winterspielen 1998 im japanischen Nagano mit einer Delegation von sieben Sportlern, sechs Männer und eine Frau, in zwei Sportarten teil.
Es war die vierte Teilnahme der Amerikanischen Jungferninseln an Olympischen Winterspielen.
Fahnenträger bei der Eröffnungsfeier war der Bobsportler Paul Zar.

## Teilnehmer nach Sportarten

### Bob
| Athleten                                                  | Wettbewerb | Lauf 1  | Lauf 1 | Lauf 2  | Lauf 2 | Lauf 3  | Lauf 3 | Lauf 4  | Lauf 4 | Gesamt      | Gesamt |
| Athleten                                                  | Wettbewerb | Zeit    | Rang   | Zeit    | Rang   | Zeit    | Rang   | Zeit    | Rang   | Zeit        | Rang   |
| --------------------------------------------------------- | ---------- | ------- | ------ | ------- | ------ | ------- | ------ | ------- | ------ | ----------- | ------ |
| Männer                                                    |            |         |        |         |        |         |        |         |        |             |        |
| Zachary Zoller Jeff Kromenhoek                            | Zweierbob  | 56,77 s | 33     | 56,90 s | 34     | 56,71 s | 33     | 56,82 s | 34     | 3:47,20 min | 33     |
| Keith Sudziarski Todd Schultz                             | Zweierbob  | 57,06 s | 36     | 57,10 s | 35     | 56,96 s | 36     | 57,19 s | 36     | 3:48,31 min | 36     |
| Keith Sudziarski Christian Brown Paul Zar Jeff Kromenhoek | Viererbob  | 55,80 s | 30     | 55,52 s | 28     | 55,84 s | 28     | –       | –      | 2:47,16 min | 29     |

### Rodeln
| Athlet         | Wettbewerb | Lauf 1   | Lauf 1 | Lauf 2   | Lauf 2 | Lauf 3   | Lauf 3 | Lauf 4   | Lauf 4 | Gesamt       | Gesamt |
| Athlet         | Wettbewerb | Zeit     | Rang   | Zeit     | Rang   | Zeit     | Rang   | Zeit     | Rang   | Zeit         | Rang   |
| -------------- | ---------- | -------- | ------ | -------- | ------ | -------- | ------ | -------- | ------ | ------------ | ------ |
| Frauen         |            |          |        |          |        |          |        |          |        |              |        |
| Anne Abernathy | Einsitzer  | 53,224 s | 25     | 52,652 s | 23     | 52,525 s | 26     | 52,306 s | 24     | 3:30,707 min | 24     |

## Weblink
- Olympiamannschaft der Amerikanischen Jungferninseln 1998 in der Datenbank von Sports-Reference (englisch; archiviert vom Original)